# Burg Windeck (Sieg)

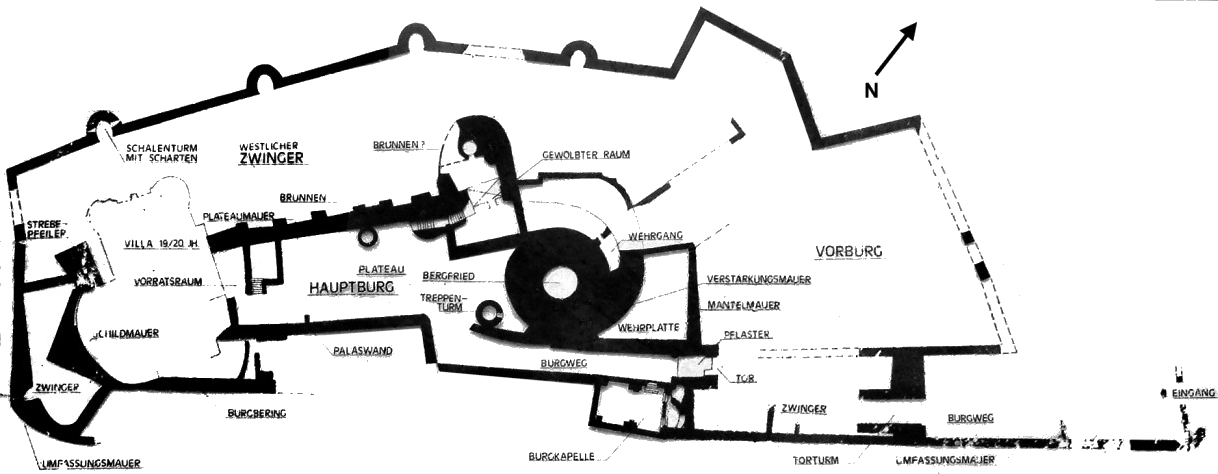
Grundriss

Die Burg Windeck ist eine Ruine in Windeck im Rhein-Sieg-Kreis in Nordrhein-Westfalen. Die Burgruine liegt auf dem Schlossberg oberhalb von Altwindeck. Die Höhenburg wurde als „castrum novum in windeke“ bereits 1174 erstmals urkundlich erwähnt, doch gilt es unter Archäologen als wahrscheinlich, dass sie älter ist, da Graf Heinrich Raspe III. sie um 1170 nach einer Zerstörung wieder neu aufbaute.

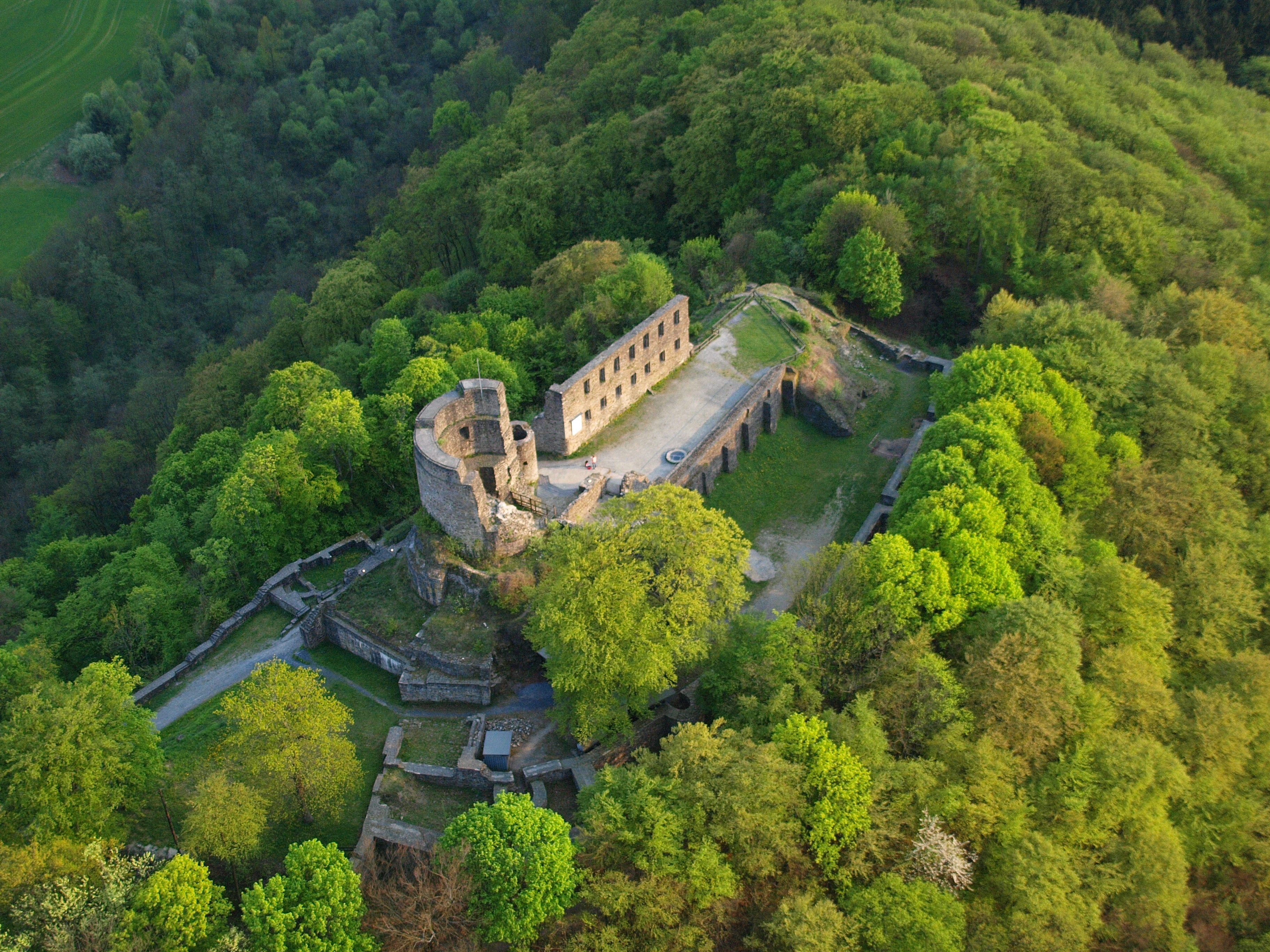
Burg Windeck, Luftaufnahme

## Geschichte

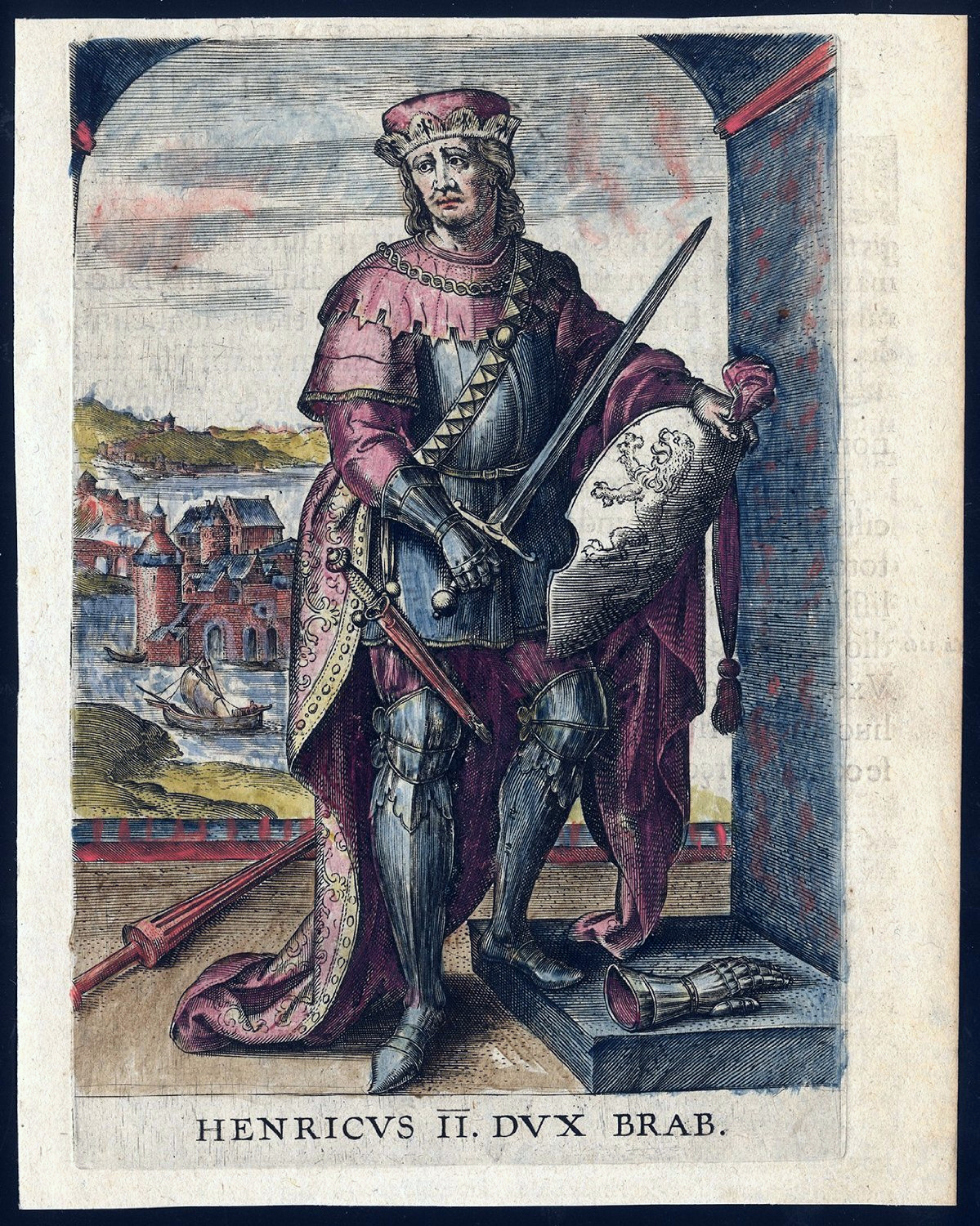
Heinrich der Zweite von Brabant

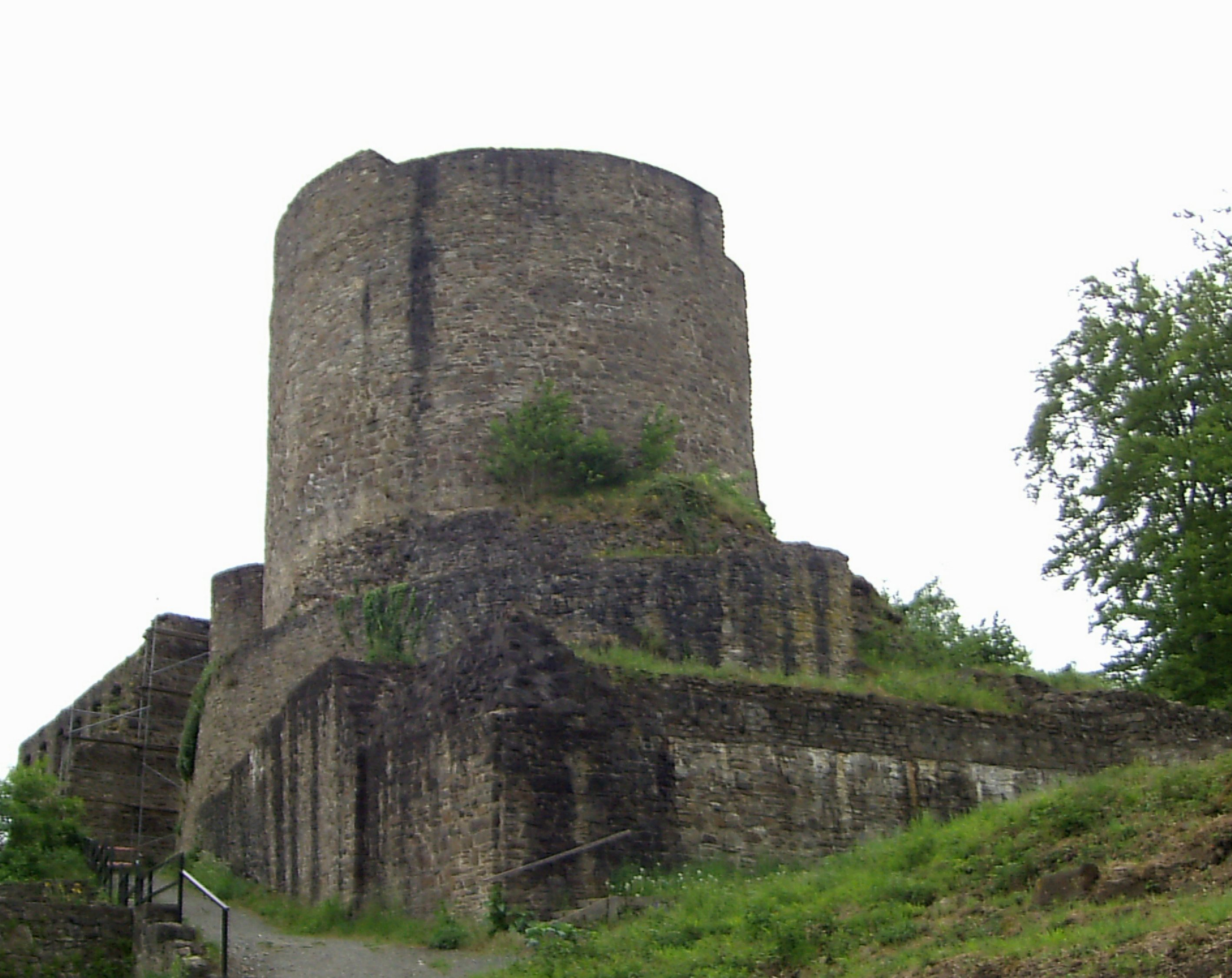
Bergfried der Burg Windeck im Mai 2007

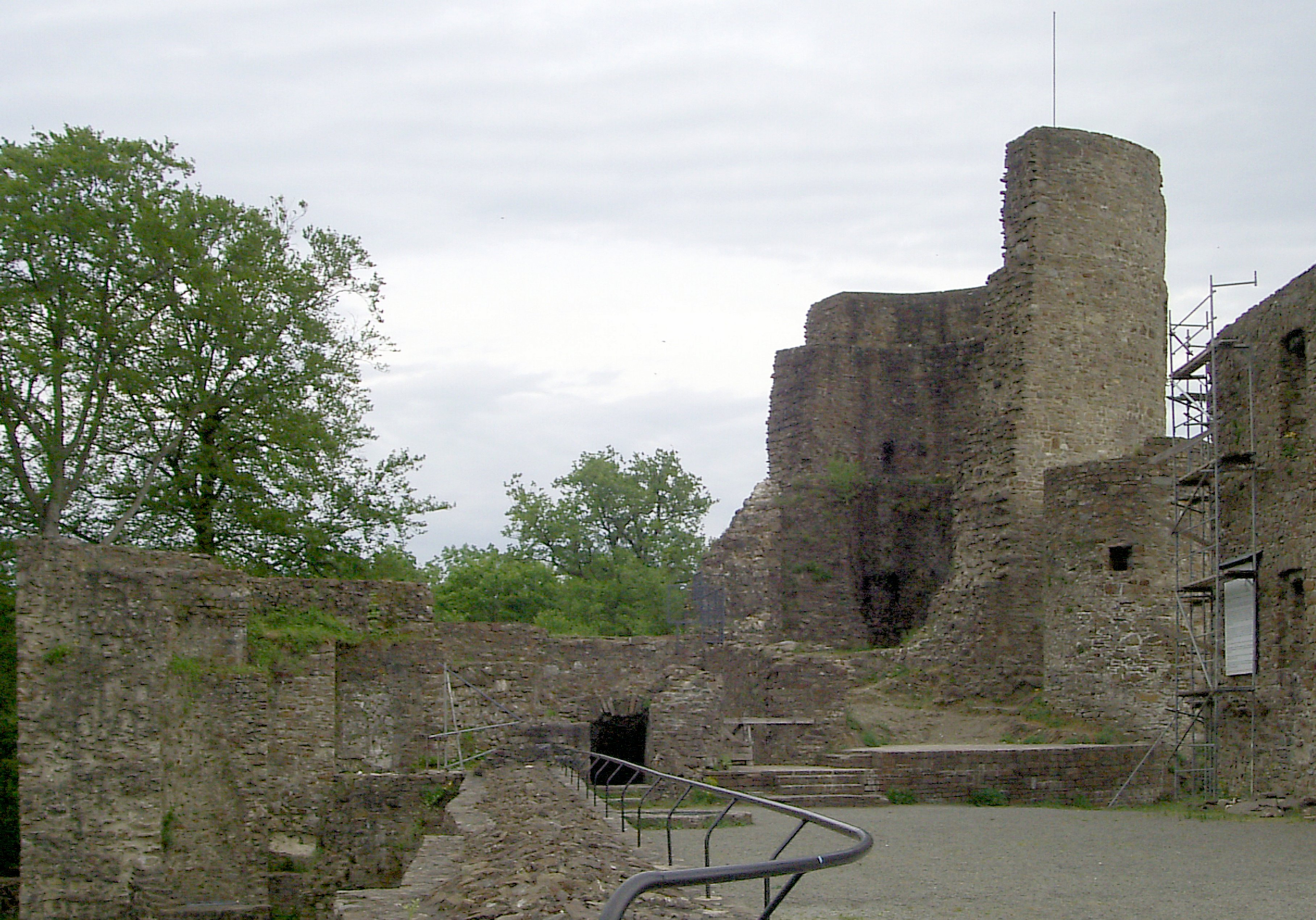
Plateau Burg Windeck im Mai 2007

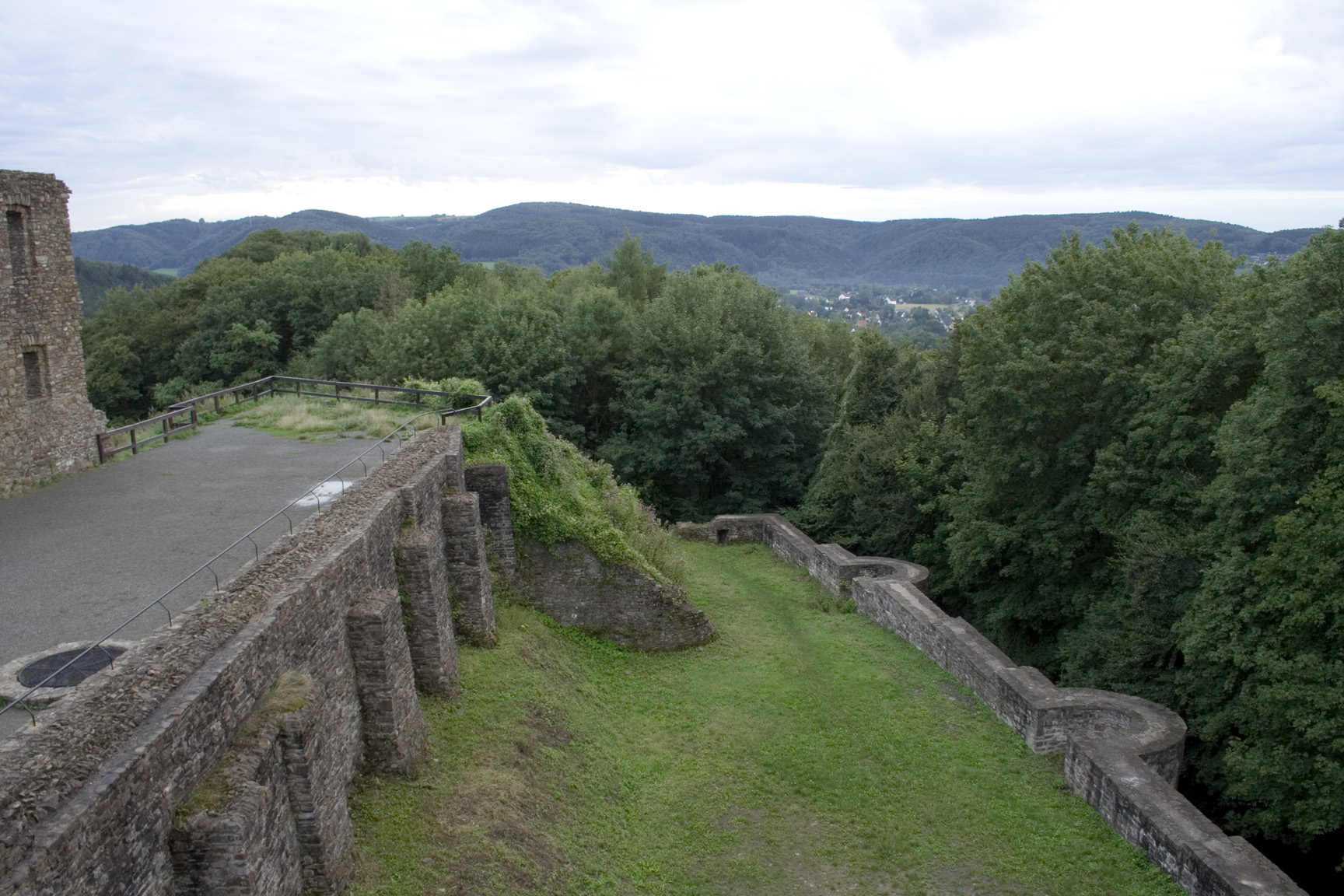
Sicht auf den Innenhof, 2006

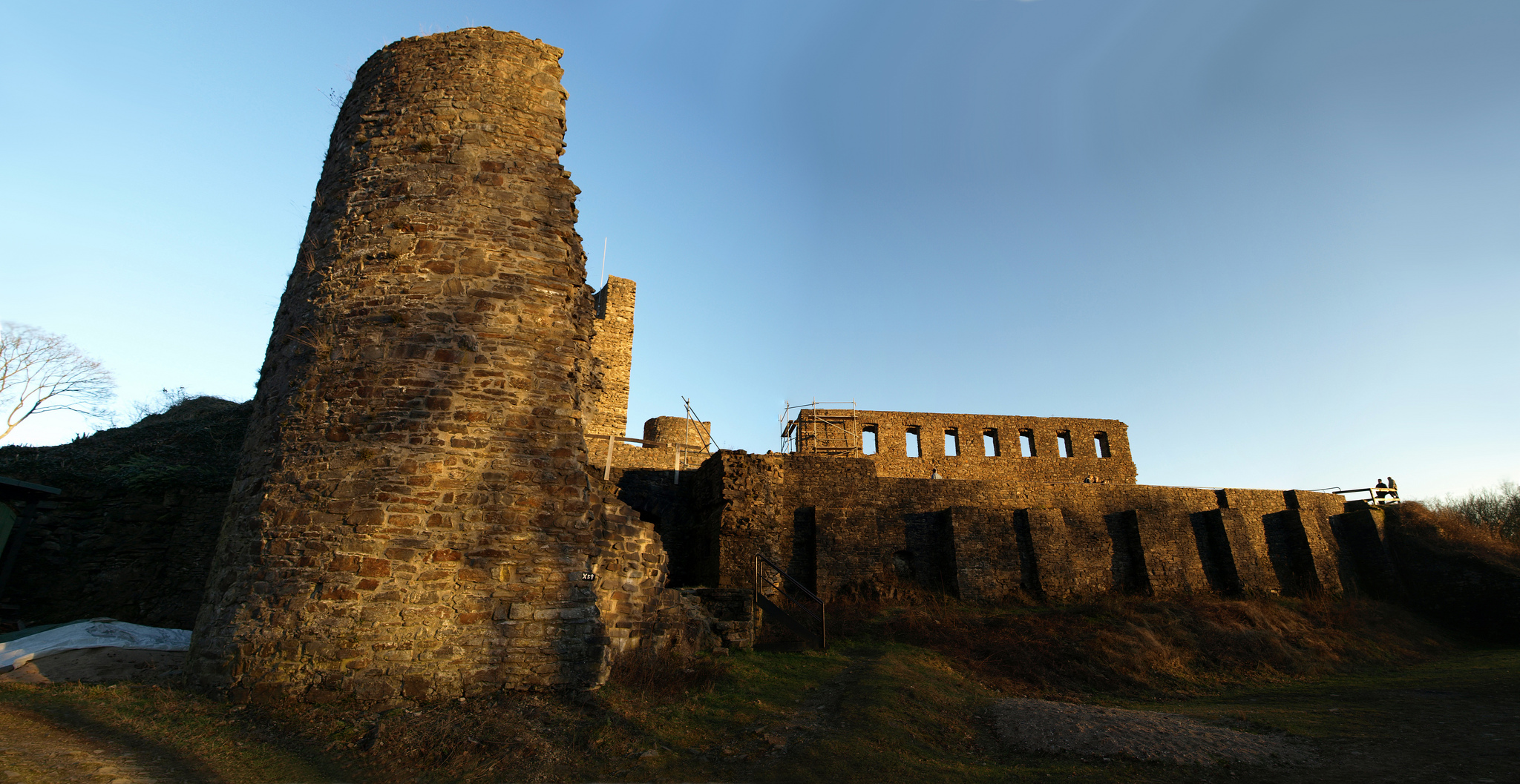
Panorama der Burgruine

### Landgrafen von Thüringen
Für das 12. Jahrhundert sind zwei Burgen auf dem Burgberg bekannt. Alt-Windeck (nicht zu verwechseln mit der Ortschaft Altwindeck, früher Windeck), eine Turmburg auf dem Sporn des Burgbergs, und Neu-Windeck, die heute als Burg Windeck bekannt ist. Beide befanden sich 1174, bei der ersten urkundlichen Erwähnung, im Besitz der Landgrafen von Thüringen. Das castrum novum wurde von Heinrich Raspe III., dem Bruder des thüringischen Landgrafen Ludwig III. und dessen Statthalter in Niederhessen, als Lehen an Graf Engelbert I. von Berg gegeben. Diese Vergabe des Lehens an die Grafen von Berg wurde von Kaiser Friedrich I. urkundlich bestätigt.

### Herzöge von Westfalen
Zwischen 1185 und 1188 verkaufte Landgraf Ludwig III. seinen westfälischen Allodialbesitz, dabei auch Alt- und Neuwindeck, für 3.700 Mark an den Kölner Erzbischof und Herzog von Westfalen, Philipp von Heinsberg. Nach Zahlung des Restkaufbetrages wurde 1197 der Besitz feierlich mit Entgegennahme neuer Treueeide übergeben. Vertragspartner waren inzwischen der neue Kölner Erzbischof Adolf I. und Graf Dietrich von Landsberg, der die Tochter und Erbin Ludwigs III. geheiratet hatte.

### Landgrafen von Hessen
1247 belehnte Herzog Heinrich von Brabant, für seinen kurz zuvor zum Landgrafen von Hessen ausgerufenen dreijährigen Sohn Heinrich handelnd, Graf Adolf IV. von Berg mit Burg Windeck. Bald darauf erhielt dieser in einem Vergleich Windeck, Bensberg und auch die Hälfte der Einkünfte der Grafschaft Berg. Später kaufte Graf Adolf auch Alt-Windeck. Als Gräfin Mechthild von Sayn 1250 Burg Windeck an den Kölner Erzstift verkaufte, versagte Adolf von Berg seine Zustimmung, bot aber seinerseits 1267 die Höfe Musbach und Merten als Entschädigung an, was vom Kölner Erzstift angenommen wurde. Diese fielen dann statt der vorgesehenen Burg Windeck als Lehen an Gerhard von Wildenburg, einen Vasallen der Sayner.
Ansprüche der Herren von Elberfeld wurden in einem Vergleich geregelt. Sie verzichteten auf die Schlüsselgewalt von Burg Windeck und erhielten dafür ein Burglehen in Windeck und ein Haus in Neu-Windeck.

### Herzöge von Berg

#### Grafen von Berg
In einer Urkunde von 1247 zur Aufteilung der Grafschaft Berg wird die Burg Windeck angeführt. In dem Vergleich zwischen der Mutter Irmgard von Berg und ihrem Sohn Graf Adolf IV. von Berg gehörte die Burg Neuwindeck neben der Burg Bensberg zum Besitzanteil von Adolf IV.

#### Ritter von Holstein
1388 war ein Ritter mit Namen Wilhelm Staël von Holstein der dortige Amtmann. Sein Geschlecht saß auf der Burg Holstein bei Nümbrecht, und an ihn waren Burg, Land und Leute verpfändet worden. Er musste die Burg instand setzen und acht bewaffnete Männer unterhalten. Die Amtmänner waren zuerst Ritter, später Dienstadel und Vertreter der Landesherren.

#### Grafen von Kleve und von der Mark
1397 wurde die Burg nach der verlorenen Schlacht bei Kleverham durch Herzog Wilhelm II. von Berg an die Grafen Adolf von Kleve und Dietrich von der Mark bis zur Hinterlegung des Lösegeldes verpfändet, aber bereits 1398 vom Grafen Adolf von Berg, dem Sohn Wilhelms, wieder besetzt, nachdem Dietrich von der Mark in einer Fehde mit ihm bei Elberfeld gefallen war.

#### Herzöge von Berg
Adolf VII., war seit 1408 Herzog von Berg und seit 1423 auch Herzog von Jülich und vereinigte damit beide Herrschaftsbereiche zum Herzogtum Jülich-Berg.

#### Landgrafen von Hessen
1433 schloss Herzog Adolf mit Landgraf Ludwig von Hessen ein Bündnis und übergab dafür die Burgen Denklingen, Neuenberg bei Lindlar und Windeck.

#### Grafen zu Nesselrode
Adolf von Jülich und Berg verpfändete aus Geldnot aufgrund vieler Fehden 1435 auch Burg und Herrlichkeit Windeck an Wilhelm von Nesselrode d. J. (seinen Amtmann seit 1431) für 10.000 Gulden. Als solcher war Wilhelm dazu verpflichtet, die Burganlage instand zu halten. Allein zwischen 1443 und 1445 gab er dazu 5530 oberländische Gulden aus. Weitere kostspielige Ausbesserungen durch die Familie von Nesselrode folgten bis 1515. Nachfolger waren 1474 bis 1510 der jüngste Sohn Bertram von Nesselrode, dessen Neffe Heinrich von Nesselrode (1510–1513), dessen minderjähriger Sohn Wilhelm von Nesselrode in Teilunion mit dem Bruder Mauritius von Nesselrode (1515–1528).

#### Johann von Seelbach
Von 1542 bis 1549 amtierte Johann von Seelbach zu Crottdorf. Er bezog ein Amtgeld von 100 fl., 300 Zentnern Hafer und dem Zehnten. Dafür musste er einen Kaplan, einen Kellner, einen Bäcker, einen Koch, einen Landboten, Pförtner und vier Wächter einstellen.

#### Johann von Nesselrode
Der Sohn von Wilhelm war Amtmann bis 1561. In dieser Zeit kamen Dattenfeld und Much zum Amt Windeck.

#### Johann von Lützenrode
Als Johann von Nesselrode verstarb und keine mündigen Nachfahren hinterließ, wurde Johann von Lützenrath zu Vorst zum Amtmann auf Windeck bestellt (1561 bis 1586).

#### Wienand von Leerath
Als dessen Nachfolger, Wienand von Lyradt zu Hunstorf, ebenfalls 1586 starb, gelangte das Amt Windeck wieder an die Herren von Nesselrode.

#### Grafen zu Nesselrode
Wienand von Leerath amtierte von 1586 bis 1589 als Amtmann. Er war vielleicht der Vormund von Wilhelm von Nesselrode, dessen Daten unklar sind. Er war Amtmann von Windeck und auch Blankenberg seit 1582 oder 1586 und starb 1599 oder 1608.
Um diese Zeit waren erneut größere Instandsetzungen an den Gebäuden in Windeck erforderlich, die nach dem Gutachten von Johann II. von Pasqualini, einem Enkel des bekannten Baumeisters Alessandro Pasqualini, 1602 und 1609 ausgeführt wurden.
Nachfolger von Wilhelm war Bertram von Nesselrode. Dieser wurde 1610 im Rahmen des Jülich-Klevischen Erbfolgestreit abgesetzt. Er starb 1618.

### Pfalz-Neuburg / Kurbrandenburg

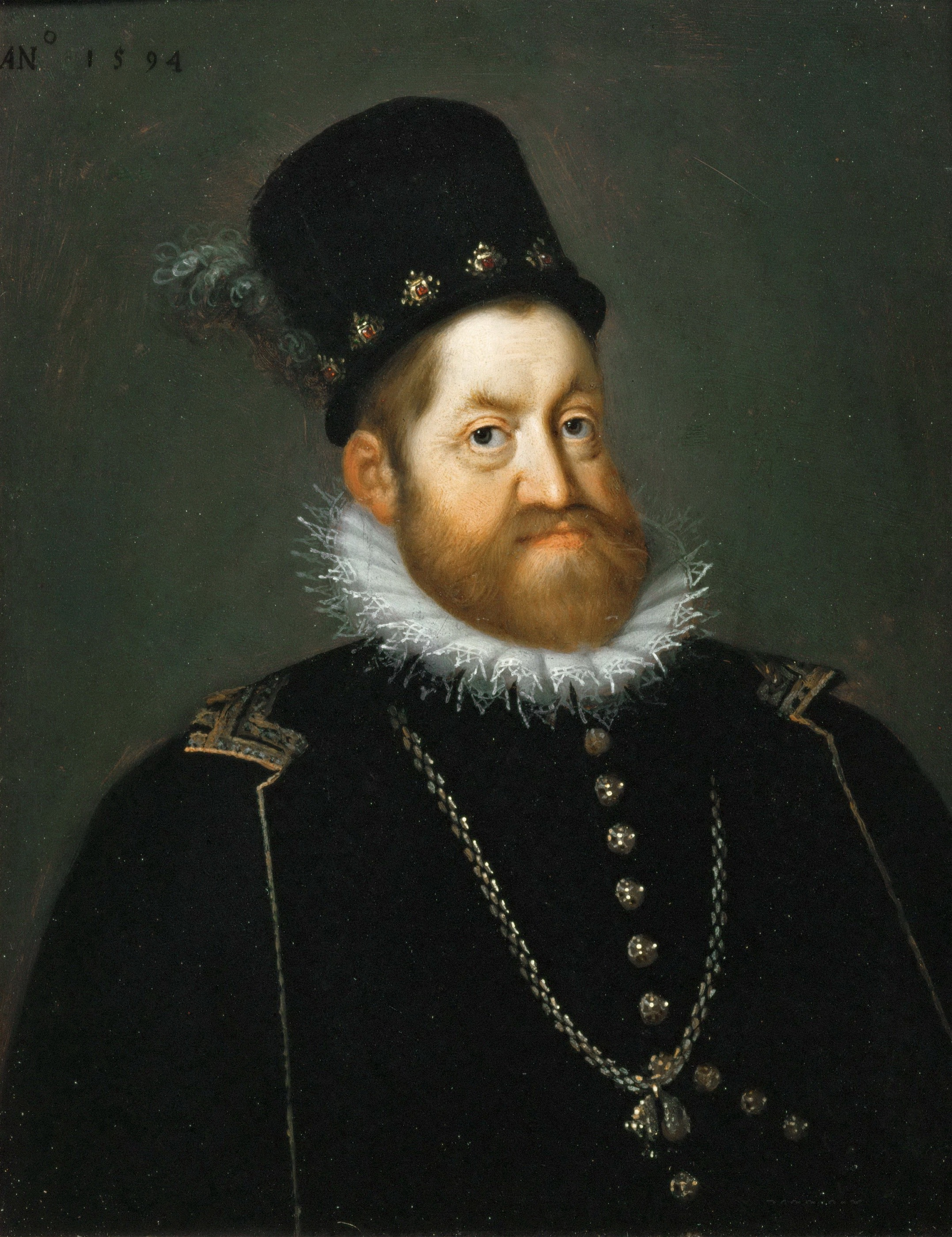
Rudolf der Zweite

Als 1609 der letzte Herzog von Jülich-Kleve-Berg starb, wurde eine Doppelherrschaft der Erbberechtigten vereinbart. Kaiser Rudolf II. belehnte dagegen das kurfürstliche Haus Sachsen mit dem Herzogtum Berg. Es kam auch zu Kampfhandlungen zwischen Prinz Moritz von Oranien und kaiserlichen Truppen unter Johann von Reuschenberg zu Overbach bei der Feste Jülich, aber nicht im Amt Windeck.

#### Heinrich Quadt von Isengarten
1610 wurde für den katholischen Bertram der Lutheraner Heinrich Quadt von Isengarten Amtmann. Er war beteiligt am Truchsessischen Krieg und, als Söldnerführer, an Kämpfen in Frankreich. Er war auch kaiserlicher Obrist in der Reichsarmee und besetzte Windeck 1609 oder 1610 mit Landschützen und Söldnern.
1613 wurde Pfalzgraf Wolfgang Wilhelm katholisch, Kurfürst Johann Sigismund calvinistisch. Beide verlangten Alleineigentum. Mit den Parteien niederländische Generalstaaten und Frankreich gegen katholische Liga, Spanien und das Kaiserreich wurde erneut die Gefahr eines europaweiten Krieges beschworen, aber bereits 1614 im Vertrag von Xanten vorläufig gebannt. 1615 griffen Landschützen aus Blankenberg und Windeck unter Unterstützung von Söldnern vergeblich Siegburg an, welches noch spanisch besetzt war.
Pfalzgraf Wolfgang Wilhelm versuchte 1615, Heinrich Quadt ohne Einwilligung des brandenburgischen Kurfürsten abzusetzen. Dieser blieb Amtmann bis 1617, trat aber 1615 in den Dienst des Herzogs von Braunschweig-Lüneburg. 1617 starb er hochverschuldet.

### Kurbrandenburg
1618 begann der Dreißigjährige Krieg in Böhmen. Bis 1622 war Windeck von kurbrandenburgischen Truppen besetzt, zeitweise unter Oberstleutnant Stephan Gans Edler Herr zu Putlitz. Ab 1622 war Windeck von Truppen der Generalstaaten besetzt, denn 1621 ging der als Waffenstillstand zwanzig Jahre ausgesetzte niederländische Freiheitskrieg gegen Spanien weiter. Mit dem Vergleich von Düsseldorf 1624 wurden die Gebiete geteilt, Windeck kam zu Kurbrandenburg. Nach weiteren Kampfhandlungen kam es zum Vertrag von Kleve.

### Pfalz-Neuburg
Pfalzgräfisch-spanische Truppen unter Heinrich von dem Bergh berannten 1622 zusammen mit kaiserlichen Truppen unter Heinrich Herzog von Aremberg erfolgreich die Pfaffenmütze und eroberten Jülich. Anschließend fiel Anfang 1623 Windeck an die Herzöge von Jülich und Berg aus der Linie Pfalz-Neuburg.

### Friedrich Wilhelm von der Lippe
Friedrich Wilhelm von der Lippe genannt Hoen zum Broich und zu Wilberhoven war Amtmann seit 1581. Er war außerdem Drost zu Hoerdt und Leunen und auch Lutheraner. Er wurde nach der Eroberung der Burg 1622 abgesetzt.

### Walram Scheiffarth von Merode zu Allner
Walram Scheiffarth von Merode war 1622 bis zu seinem Tod 1625 Amtsverwalter. Auf Windeck sollten 1625 50 Mann unter Capitän Heeß stationiert werden, dazu kam es aber nicht. Nach dem spanischen Rückzug zogen 30 kaiserliche Kompanien des Kaisers zur Unterstützung gegen die Niederlande, zogen sich aber dann ins Bergische zurück und bereiteten der Bevölkerung viel Verdruss.

### Grafen von Nesselrode

#### Adolf von Nesselrode
1625 trat Adolf von Nesselrode zu Ehreshoven, der selbst in kurtrierischen Diensten stand, sein Amt an.

#### Wilhelm von Hillesheim
Wilhelm von Hillesheim blieb trotz schwerer Zeiten bis 1637 Amtmann.
1630 zogen zwei kaiserliche Kompanien durch das Amt Windeck und plünderten die Bevölkerung aus. Dies war auch das Jahr, in dem Schweden in den Krieg eingriff. 1631 wurden die bergischen Ämter aufgefordert, acht Kompanien für den bestellten schwedischen Oberst Ludwig Heinrich Graf zu Nassau-Dillenburg zu stellen. 1632 begannen Scharmützel zwischen hiesigen Landschützen und kleinen umherziehenden Truppenteilen der Schweden.

### Schweden
Die Schweden zogen ins Süddeutsche, aber 11.000 Mann unter Generalleutnant Wolf Heinrich von Baudissin zogen zum Rhein. Vom 27. bis 31. Oktober wurde Siegburg eingenommen, am 30. Oktober Windeck und gleichzeitig innerhalb zweier Tage Blankenberg. Daneben wurden auch Bensberg und Brück genommen. Alle Güter wurden ausgeraubt, Männer und Frauen ermordet, nackt unter Schlägen vertrieben und vieles mehr.

#### Schwedische Kommandeure
Leutnant Johan Babtista, Hauptmann Kleynaw, dessen Leutnant Quest, Hauptman Heinrich Wilhelm Gürtzgen, der Welsche Capitein Du Lac, Drost ein Leutnant, und der hier verstorbene Haubtmann Ley, wiederum Gürtzgen, dann Capitein Leutnant Gerhardt Steuber auß die Mittel Irsen im Leuscheit (Leuscheid) und Capitein Hans Vargell.
Die kaiserlichen Truppen unter Philipp Graf von Mansfeld zogen 1633 nach Köln ein, sie hausten noch schlimmer als die schwedischen.
1635 Oberstleutnant Jorgen Graf von Wittgenstein zog mit zehn Kompanien gräflich nassau-dillenburgischer Truppen durchs Amt Windeck, Windeck musste für die Versorgung aufkommen. Dann lagerte Ludwig Heinrich Graf von Nassau-Dillenburg in Nassau und Freusburg und verlangte Versorgung. Er hatte mit seinen Truppen die Seiten gewechselt und war jetzt kaiserlich. Am 24. Oktober 1635 zogen die Schweden ab, sie zogen sich von der ganzen Sieg zurück.

### Pfalz-Neuburg
1635 lagerte ein Regiment Kurkölner im Amt. Die Truppen des neutralen Pfalzgrafen wurden 1636 zu einem Drittel der kaiserlichen Armee eingegliedert. Die Burg wurde daher vermutlich nur mit Landschützen besetzt.
Im ersten Halbjahr 1636 lagerte hier Marquis du S. Martin mit einem Regiment Kürassiere und zehn Kompanien. Darauf kam Obrist Westphalen mit zwei Regimentern zu Pferd, das münsterische Regiment und Oberstleutnant Dinas Lurig genannt auf den Wiedenhoff, danach noch Rittmeister Schonfeld. Ende des Jahres kamen die Leibkompanie des Oberstleutnant Hanß Georg von Magdalo des vlefeldischen Regiments, eine Kompanie des württembergischen Regiments und Rittmeister Saur zu Waldbröl. Dann zogen die Hessen gegen eine Zahlung von 6.000 Rt. aus dem Herzogtum ab.
1637 verlangte der bayrische Reiterführer Johann von Werth Proviant für Ehrenbreitstein. Dann logierte eine Kompanie Reiter unter Rittmeister Stockhausen. Als Nächstes machte der venezianische Hauptmann Antonio Drohin mit drei Regimentern Dragonern Station. Ende des Jahres kam noch eine Stabseinheit von hundert Leuten unter Oberstleutnant Schwarzenholtz.

#### Bertram von Nesselrode
Bertram zu Nesselrode war Amtmann (1637 bis 1663) während des Dreißigjährigen Krieges und der letzte aus dem Geschlecht der von Nesselrode, die aber immer noch in der Nachbargemeinde Ruppichteroth beheimatet sind.
1638 logierte ein Tross des General-Graf-Götzischen-Leibregiments, der lothringische Rittmeister Lory und der Oberstleutnant Heinrich von Kaderberg vom Horwich Regiment. 1639 war die kaiserlichen Regimenter Meutter und Sparr im Herzogtum Berg. Alle verlangten kostenlose Logis und Reiseverpflegung.

### Hessen-Kassel

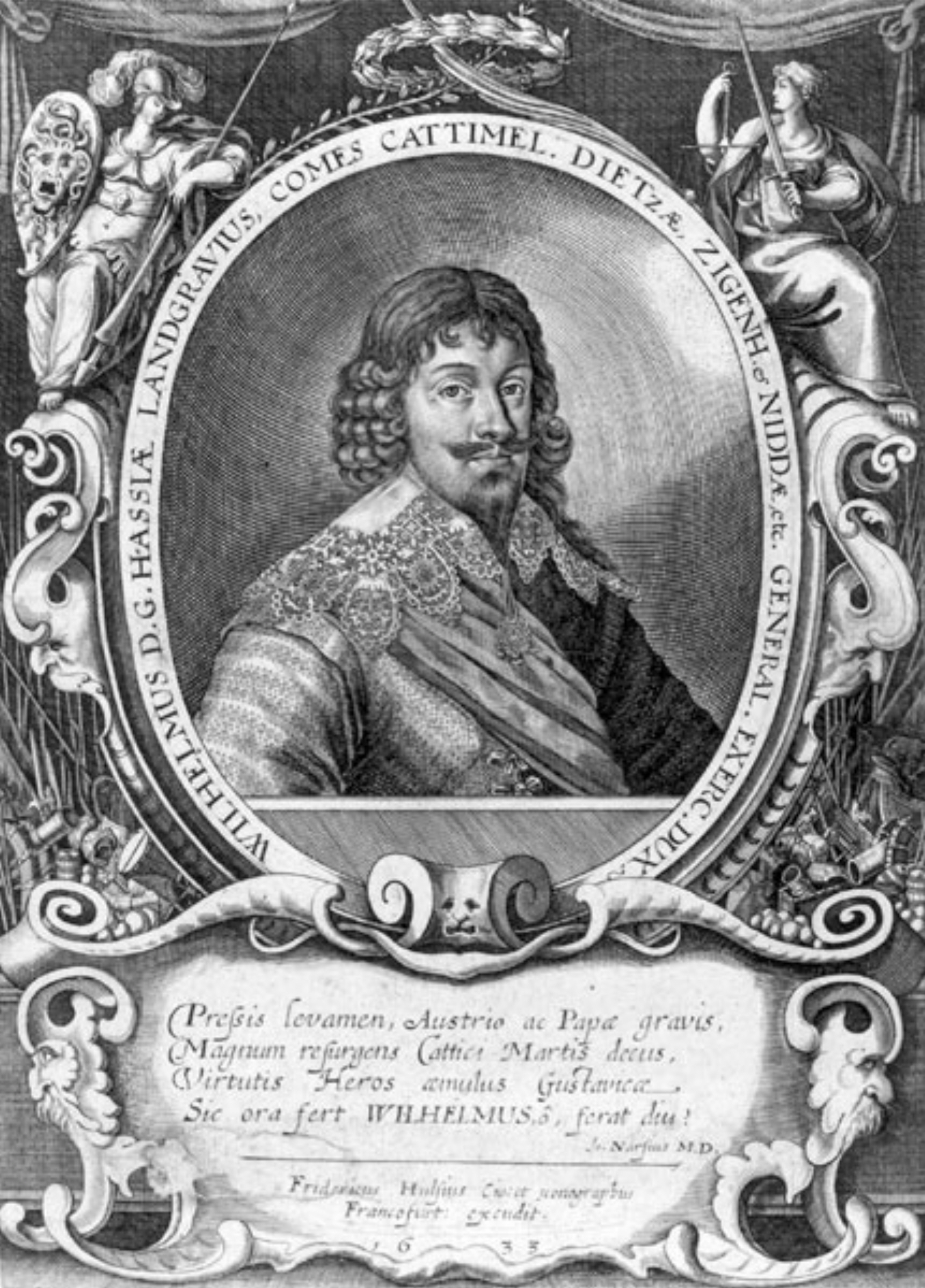
Wilhelm der Fünfte von Hessen-Kassel

Seit Beginn des Hessenkriegs 1640 kam es in Windeck zu Truppendurchmärschen. Der Landgraf Wilhelm V. von Hessen-Kassel war mit Schweden verbündet.
1640 Nach zahlreichen Verhandlungen wurde eine hessische Schutzkompanie zu Pferd auf Windeck und auch Blankenberg stationiert. 1641 war Leutnant Hans Dietrich von Eischewitz Kommandant von Windeck. Es wurden etwa 160 Mann reguläre Truppen dort stationiert sein, zusätzlich der Landschützen. 1642 wurden Schutzzahlungen an die Hessen abgelehnt. Diese wiederum befürchten den Abfall ihres Heeres, welches den kaiserlichen Truppen zugeordnet werden sollten. 1643 fielen Hachenburger und Sayner in Windeck ein, können die Feste aber nicht nehmen.

### Pfalz-Neuburg
1644 wurden die bergischen Festungen durch Truppen des Herzogs aus der Linie Pfalz-Neuburg besetzt. 1645 wurde die 300 Mann starke Garnison um 30 Landschützen verstärkt. Marschall von Weschpfennig lieferte fünf Tonnen Pulver, der Kommandant wurde zur Aufmerksamkeit ermahnt.
1646 griffen die Hessen Burg Windeck an und eroberten sie nach fünf Wochen Belagerung. Obrist Sparr, der den Gegenangriff im Bergischen leitete, griff auch Windeck an und gewann die neue Schanze, zog sich aber dann zurück. Bei einem Gefecht in Windeck-Herchen zwischen kaiserlichen Truppen und einer Einheit von Hessen-Kassel, die von einem Angriff auf Bad Honnef zurückkehrt, sterben jeweils ein Leutnant und ein Fähnrich und vierzig Soldaten, aber sechzig Hessische wurden gefangen genommen.
Die hessischen Besatzer blieben bis 1647, ehe sie sich nach längerer Belagerung kaiserlichen Truppen unter General de Lamboy ergeben mussten, der Oberkommandierender des Westfälischen Kreises war. Die Besatzung der Burg wurde vom Regiment zu Fuß des Obersts Heinrich von Plettenberg gestellt. Als die Kaiserlichen 1648 wieder abzogen, zerstörten sie die Burg endgültig, so dass außer der Kapelle und einigen Wirtschaftsgebäuden nur Schutt und Ruinen übrig blieben. 1655 wurde ein Wiederaufbau geprüft, aber verworfen. Einige Nebengebäude wurden noch einmal als Amts- und Gerichtshaus sowie als Gefängnis wiederhergestellt.
1672 wurde Windeck im Laufe des Holländischen Krieges von französischen Truppen angegangen, erst verteidigt, aber später doch genommen, verbrannt und zerstört. Das Amt Windeck wurde nach Denklingen verlegt, anschließend nutzten die Bewohner der umliegenden Dörfer die Ruinen als Steinbruch.

## Erhalt
Für die Bevölkerung galt diese Burgruine lange Zeit als Steinbruch.
Als 1815 das Großherzogtum Berg infolge der Beschlüsse des Wiener Kongresses aufgelöst wurde, kam die Burgruine in preußischen Besitz.
Auf ein Schreiben der Bevölkerung 1819 veranlasste der königliche Regierungs-Präsident Ludwig vom Hagen ein Abbruchverbot.
Preußen verkaufte die Burgruine 1852 an den königlich preußischen Landrat von Waldbröl, Oscar Danzier. Der besaß Interesse an historischen Bauwerken und deren Erhalt. Deshalb ließ er Aufräumarbeiten vornehmen und Wege und Treppen bauen. Das Ruinengelände wurde zu einer Parklandschaft umgestaltet.
In den Jahren 1859/60 ließ Danzier auf der Süd-Ost-Spitze des Burgberges auf Fundamenten und Gewölben der alten Burg das so genannte Schloss Windeck errichten. Dieses ging im Erbwege an seine Tochter Arnoldine über, die mit dem Sizilianer Andrea Caminneci verheiratet war. Durch einen Beschuss amerikanischer Artillerie Ostern 1945 wurde es in Brand gesetzt. Die Kanone zum Beschuss der Burg wurde in Saal bei Leuscheid aufgestellt.
Das Eigentümerehepaar war verstorben und dessen Erben hatten nach den Wirren der Kriegszeit andere Präferenzen als die Wiederherstellung des Gebäudes. Daher blieb die ausgebrannte Ruine jahrelang ungeschützt stehen. Die Überreste verwahrlosten zusehends, ehe der damalige Siegkreis 1961 von Andrea Caminnecis Enkel, Manfred Caminneci, die Anlage für den symbolischen Preis von einer Deutschen Mark kaufte, um die Ruine vor dem Verfall zu retten. Bereits ein Jahr später begann der Siegkreis damit, diese teilweise zu sichern und ergänzend zu restaurieren. Im Zuge der bis Ende der 1960er Jahre währenden Arbeiten wurden auch die Reste von Schloss Windeck vollständig abgerissen, weil die alte Burgruine als geschichtlich wertvoller und erhaltenswerter galt. Dabei wurden die Steine des Schlosses zur Wiedererrichtung der Palas-Mauer verwendet – es waren nach der Schleifung der Festung nur Stümpfe des Palas übrig gewesen, es fehlen in der rekonstruierten Mauer allerdings die Aufnahmen für die Balken der ehemaligen Decke und überdies ist die Wand verkehrt herum errichtet.
Während der weiteren Ausgrabungen wurde auch die später angebaute Kapelle entdeckt. Sie war mit Fliesen, welche das Wappen der Nesselrode schmückten, versehen. Diese wurden reichlich von Besuchern gesammelt. Ein kleiner Rest befindet sich heute im Heimatmuseum Windeck unterhalb der Burg.
Seit August 1987 wurden vom Rhein-Sieg-Kreis als Rechtsnachfolger des Siegkreises und der Gemeinde Windeck im Rahmen von Arbeitsbeschaffungsmaßnahmen des Arbeitsamtes umfangreiche archäologische Grabungen und Konservierungsmaßnahmen an der Burgruine durchgeführt. Auf Grund fehlendem regelmäßigem Freischnitt wuchsen diese Abschnitte im Wesentlichen wieder zu.

## Moderne Nutzung
Um die Jahrtausendwende und im frühen 21. Jahrhundert wird die Burg für verschiedene kulturelle Veranstaltungen genutzt. Neben einigen Theateraufführungen (Der Graf von Windeck) fanden auch Events im Rahmen des Siegtal-Festivals statt. 1997 diente Burg Windeck als Kulisse für die Verfilmung der Geisterjäger-John-Sinclair-Verfilmung Die Dämonenhochzeit. 2018 wurden dort Szenen für den Film „Club der roten Bänder – Wie alles begann“ gedreht.